# العلاقات المنغولية الموريشيوسية
العلاقات المنغولية الموريشيوسية هي العلاقات الثنائية التي تجمع بين منغوليا وموريشيوس.

## مقارنة بين البلدين
هذه مقارنة عامة ومرجعية للدولتين:
| وجه المقارنة                                              | منغوليا         | موريشيوس                 |
| --------------------------------------------------------- | --------------- | ------------------------ |
| المساحة (كم2)                                             | 1.57 مليون      | 2.04 ألف                 |
| عدد السكان (نسمة)                                         | 3.08 مليون      | 1.26 مليون               |
| الكثافة السكانية (ن./كم²)                                 | 1.96            | 617.65                   |
| العاصمة                                                   | أولان باتور     | بورت لويس                |
| اللغة الرسمية                                             | اللغة المنغولية | لغة إنجليزية، لغة فرنسية |
| العملة                                                    | توغروغ منغولي   | روبي موريشي              |
| الناتج المحلي الإجمالي (بليون دولار)                      | 11.49 مليار     | 13.34 مليار              |
| الناتج المحلي الإجمالي (تعادل القوة الشرائية) بليون دولار | 36.16 مليار     | 25.36 مليار              |
| الناتج المحلي الإجمالي الاسمي للفرد دولار أمريكي          | 3.97 ألف        | 9.25 ألف                 |
| الناتج المحلي الإجمالي للفرد دولار أمريكي                 | 11.95 ألف       | 18.59 ألف                |
| مؤشر التنمية البشرية                                      | 0.727           | 0.777                    |
| رمز المكالمات الدولي                                      | +976            | +230                     |
| رمز الإنترنت                                              | .mn             | .mu                      |
| المنطقة الزمنية                                           | ت ع م+08:00     | ت ع م+04:00              |

## منظمات دولية مشتركة
يشترك البلدان في عضوية مجموعة من المنظمات الدولية، منها:
| علم المنظمة | اسم المنظمة                               | تاريخ انضمام منغوليا | تاريخ انضمام موريشيوس |
| ----------- | ----------------------------------------- | -------------------- | --------------------- |
|             | البنك الدولي للإنشاء والتعمير             | 14 فبراير 1991       | 23 سبتمبر 1968        |
|             | منظمة التجارة العالمية                    | ?                    | ?                     |
|             | المركز الدولي لتسوية المنازعات الاستشارية | 14 يوليو 1991        | 2 يوليو 1969          |
|             | منظمة حظر الأسلحة الكيميائية              | ?                    | ?                     |
|             | الفريق المعني برصد الأرض                  | ?                    | ?                     |
|             | الأمم المتحدة                             | 27 أكتوبر 1961       | 24 أبريل 1968         |
|             | منظمة الشرطة الجنائية الدولية             | ?                    | ?                     |
|             | وكالة ضمان الاستثمار متعدد الأطراف        | 21 يناير 1999        | 28 ديسمبر 1990        |
|             | يونسكو                                    | 1 نوفمبر 1962        | 25 أكتوبر 1968        |
|             | مؤسسة التنمية الدولية                     | 14 فبراير 1991       | 23 سبتمبر 1968        |
|             | مؤسسة التمويل الدولية                     | 14 فبراير 1991       | 23 سبتمبر 1968        |
|             | الاتحاد البريدي العالمي                   | ?                    | ?                     |
|             | الاتحاد الدولي للاتصالات                  | 27 أغسطس 1964        | 30 أغسطس 1969         |

## وصلات خارجية
- موقع وزارة الخارجية المنغولية